# Bußberg
Der Bußberg im Teutoburger Wald ist mit 306,2 m über NN die höchste Erhebung der Gemeinde Steinhagen und liegt im Ortsteil Amshausen. Im Nordosten grenzt er an die Bielefelder Stadtteile Dornberg und Kirchdornberg.

## Lage
Steinhagen befindet sich in der Westfälischen Bucht am südlichen Hang des Teutoburger Waldes. Dieser grenzt das Gemeindegebiet ein. Gleichzeitig ist er auch die Grenze des östlichen Münsterlandes und Teil der Weser-Ems-Wasserscheide. Der Gebirgszug besteht hier aus Sandstein. Neben einem weiten Blick auf das Münsterland bietet der Bußberg auch eine Aussicht auf das Ravensberger Land. Er ist Teil des Wanderweges Bergweltenweg, der auch an den letzten Wacholderheiden des benachbarten Petersberges vorbeiführt. Über den Bußberg verläuft zudem der Hermannsweg.

## Name
Der Name Bußberg soll sich von Pusinnaberg ableiten. Die Reliquien der Heiligen Pusinna gelangten 860 in das Damenstift Herford. Da 825 durch eine Schenkung des Waltger von Dornberg große Teile Dornbergs sowie der Bußberg in den Besitz des Stiftes kamen, benannte man den Kirchberg in Pusinnaberg um.

## Bodendenkmäler
Am Bußberg befinden sich mehrere Hohlwegbündel mit zwei Wegsperren, die jeweils aus einer Doppelwall-Graben-Anlage bestehen. Sie sollten vermutlich Reisende von Bußberg abhalten. Die aus dem Mittelalter oder der frühen Neuzeit stammenden Befestigungen sind in die Liste der Bodendenkmäler in Steinhagen eingetragen.

## Schwedenschanze
Um 1673 wurde auf dem Bußberg eine Schanze gegen den Fürstbischof Christoph Bernhard von Galen, der auf dem Rückweg von der Belagerung der Sparrenburg während des Holländischen Krieges das Ravensberger Land verwüstete, aufgeworfen. Diese wird im Volksmund fälschlich Schwedenschanze genannt. 1888 machte man an der Schwedenschanze einen Münzfund aus dieser Zeit. Wahrscheinlich schützte die Anlage den Kirchweg zwischen Steinhagen und Kirchdornberg über den Hauptkamm des Teutoburger Waldes. Aus der Zeit dieses Konfliktes stammen auch andere Feldbefestigungen wie die nahe gelegene Werther Schanze.
Heute bezeichnet der Name Schwedenschanze jedoch meistens die Kaiser-Friedrich-Gedächtnishütte auf dem Gipfel des Bußberges. Ursprünglich hatte man an dieser Stelle am 12. Juli 1891 einen Gedenkstein für den verstorbenen Kaiser Friedrich III. aufgestellt. Am 18. Oktober 1912 wurde schließlich die steinerne Gedächtnishütte eingeweiht. Nach Ende des Zweiten Weltkrieges zerstört, errichtete man die Hütte 1952 als Raststätte für Wanderer neu. 1987 brannte der Dachstuhl aus, die Hütte wurde geschlossen. Seit 2006 findet dort wieder eine Bewirtung für Wanderer statt.
Um 1930 diente die (nach einem Waldbrand von 1914 baumfreie) Hügelkuppe des Bußberges an der Schwedenschanze als Abflugplatz für Segelflieger, es gab dort eine Segelflugschule.

## Schwedenkeller

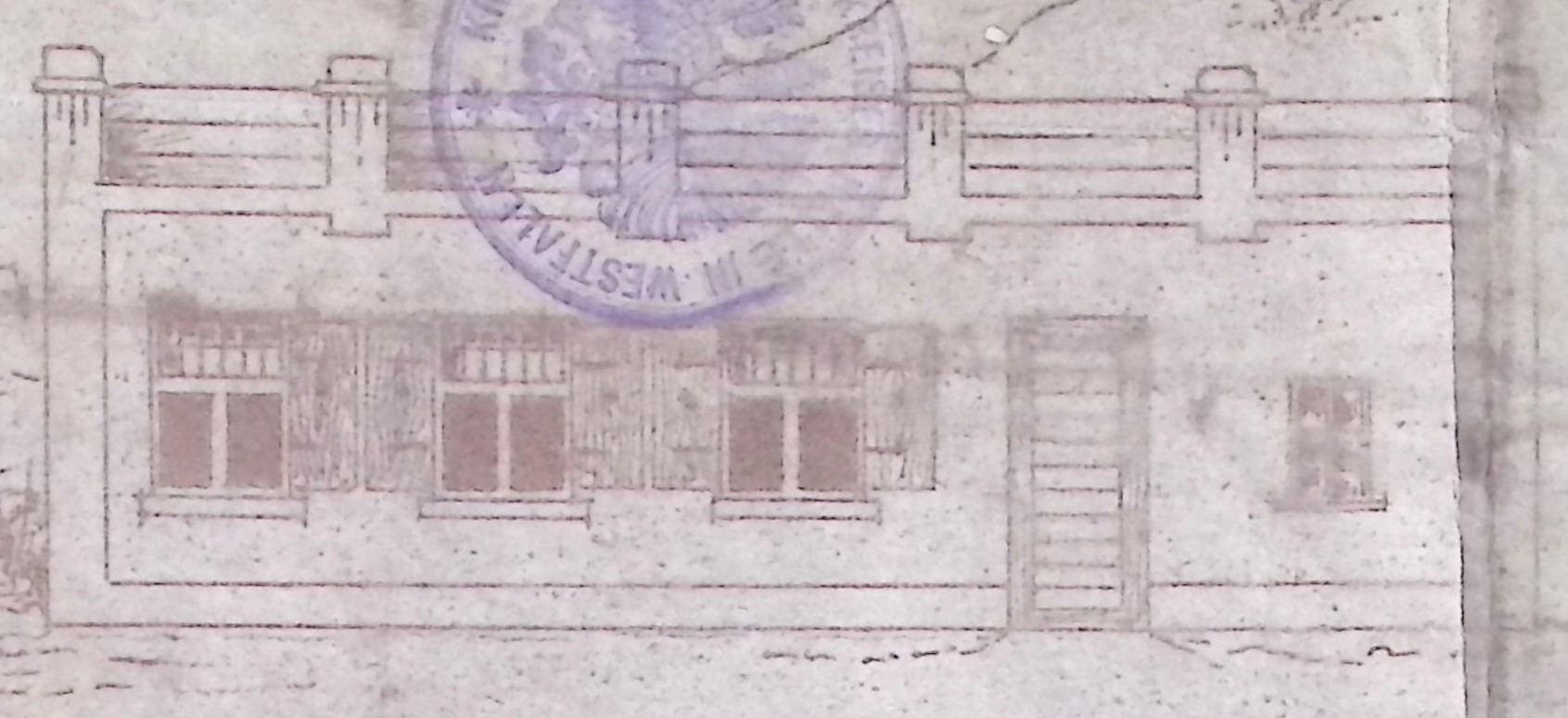
Der ehem. Schwedenkeller am Bußberg in Steinhagen.

Etwa 300 Meter unterhalb der Schwedenschanze befand sich das Ausflugslokal Schwedenkeller, welches der Wirt Gustav Raumann von der Schankwirtschaft H. Raumann (heute Friedrichshöhe) ab 1910 betrieb. Der Gastronom transportierte Speisen und Getränke mit Pferd und Wagen die Anhöhe hinauf. Zur Zeit des Schwedenkellers war dieser Hang des Teutoburger Waldes baumfrei und bot daher eine gute Aussicht. Nach dem Zweiten Weltkrieg, in dem der Schwedenkeller als militärischer Beobachtungsposten diente, blieb vom Gebäude nur noch eine Ruine übrig.